# سكوت ريتشاردسون
سكوت ريتشاردسون (5 سبتمبر 1977 - ) (بالإنجليزية: Scott Richardson)‏ هو لاعب كريكت بريطاني.